# Гільово (Заводоуковський міський округ)
Гільо́во (рос. Гилёво) — село у складі Заводоуковського міського округу Тюменської області, Росія.
Населення — 686 осіб (2010, 692 у 2002).
Національний склад станом на 2002 рік:
- росіяни — 90 %